# Буща (Дубенський район)
Бу́ща — село в Україні,  у Смизькій селищній громаді Дубенського району Рівненської області. Населення становить 286 осіб. У селі є дерев'яна Свято-Олексіївська церква, 1905  р.; станом на листопад 2017-го — УПЦ КП.

## Історія
У 1906 році село Судобицької волості Дубенського повіту Волинської губернії. Відстань від повітового міста 22 версти, від волості 8. Дворів 54, мешканців 281.
7 (20) листопада 1917 року, відповідно до Третього Універсалу Української Центральної Ради, увійшло до складу Української Народної Республіки.
У селі є дерев'яна Свято-Олексіївська церква, 1905  р.; станом на листопад 2017-го — УПЦ КП.
12 червня 2020 року, відповідно до розпорядження Кабінету Міністрів України № 722-р від «Про визначення адміністративних центрів та затвердження територій територіальних громад Рівненської області», увійшло до складу Смизької селищної громади.
19 липня 2020 року, в результаті адміністративно-територіальної реформи та ліквідації  Дубенського (1939—2020) району, село увійшло до складу новоутвореного Дубенського району.

### Народилися
Грицак Ольга та Грицак Антоніна - зв"язкові УПА.
- Грицак Василь Сергійович (*1967) — український військовик, Голова Служби безпеки України (2015—2019). Генерал армії України. Герой України.

## Галерея

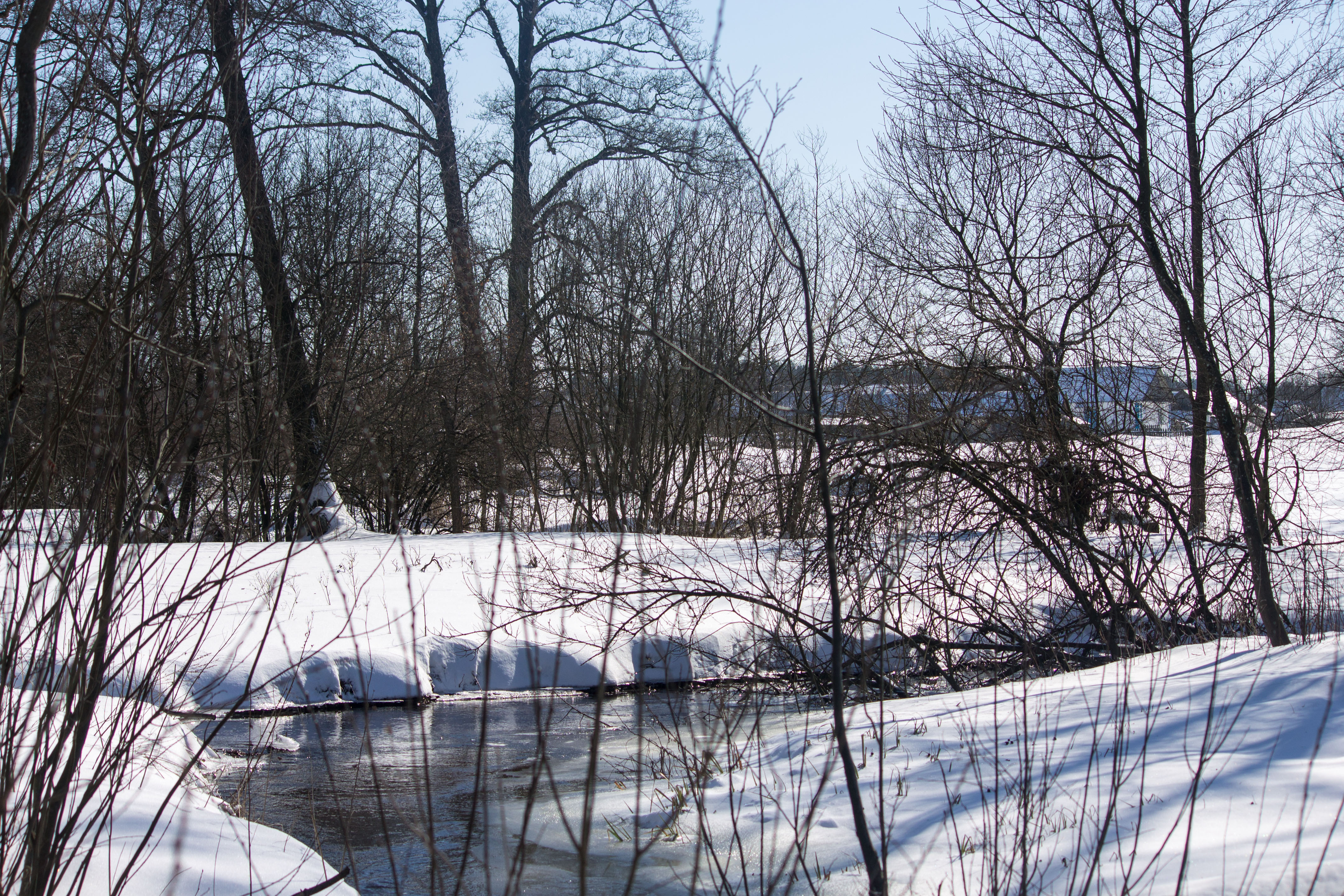
Річечка, що тече через с. Буща
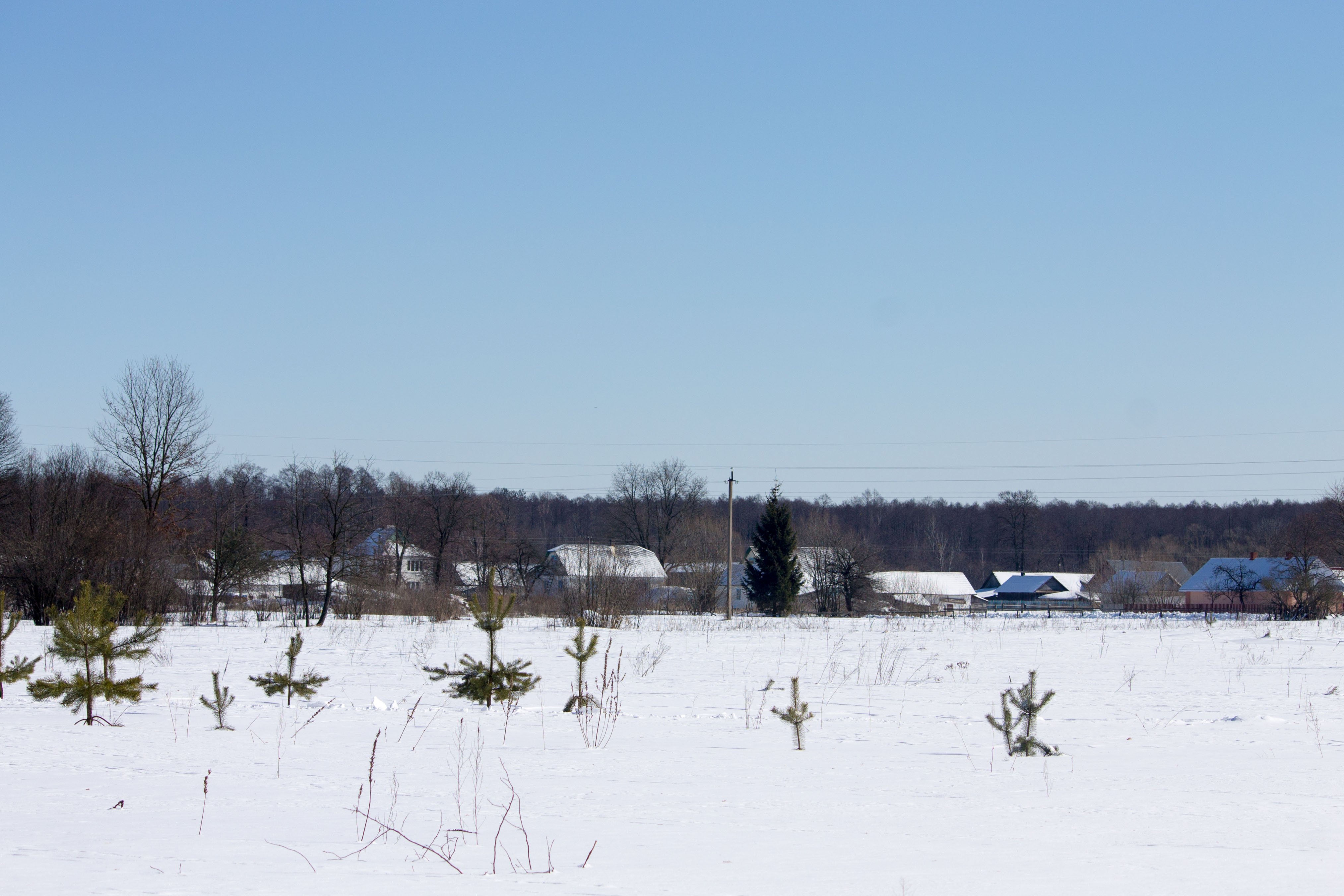
Вид на село Буща
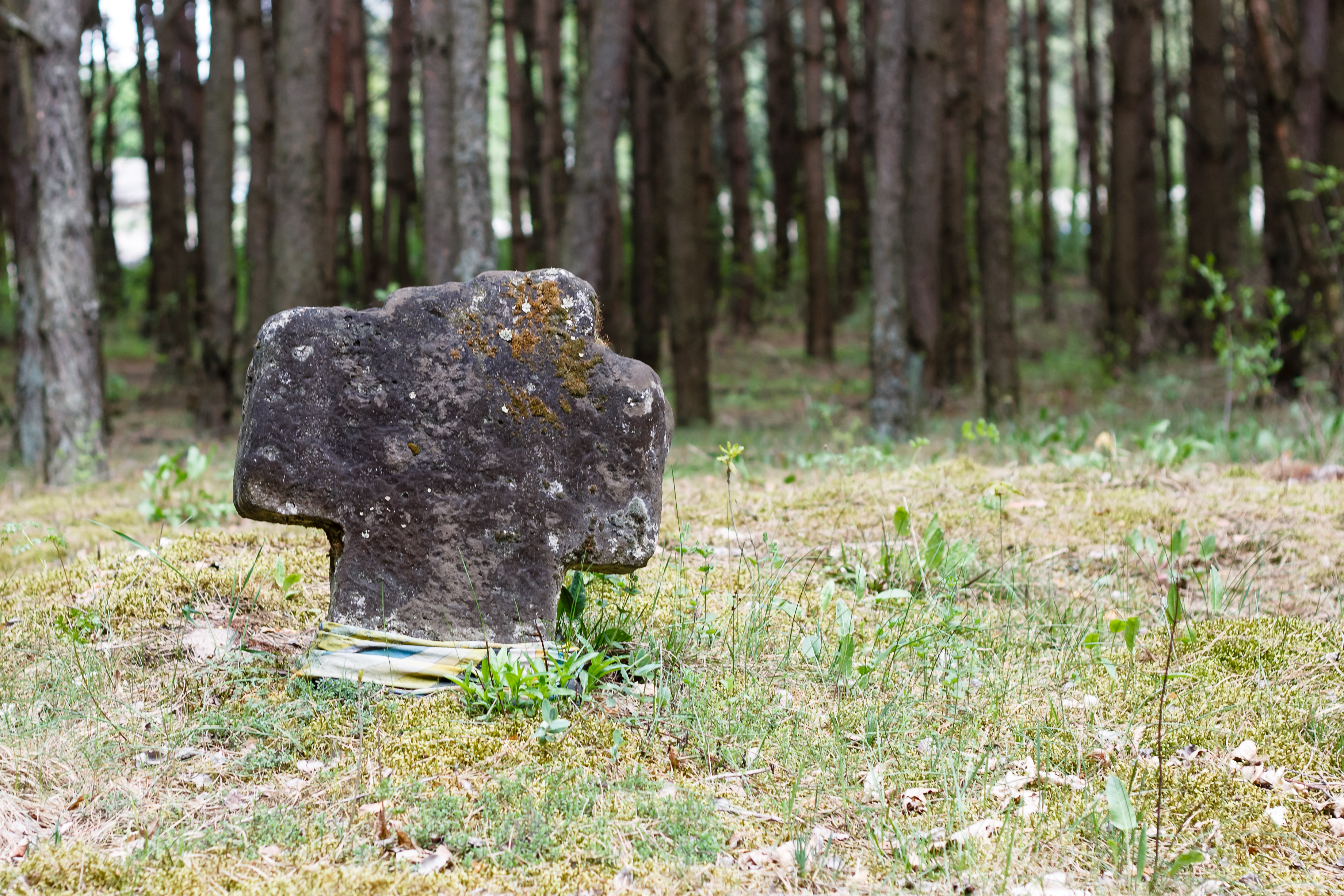
Камінний хрест на пагорбі в с. Буща
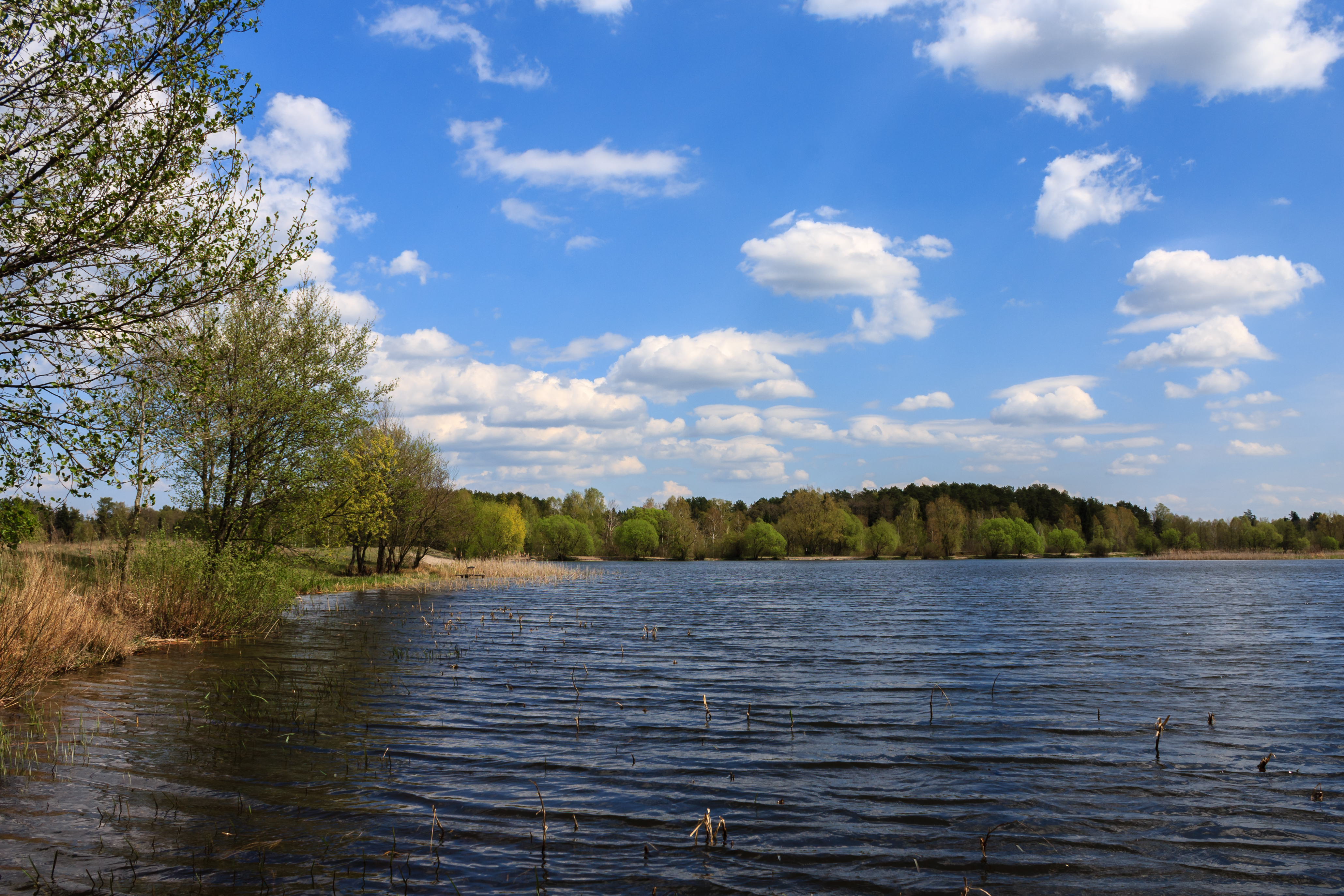
Бущенський ставок
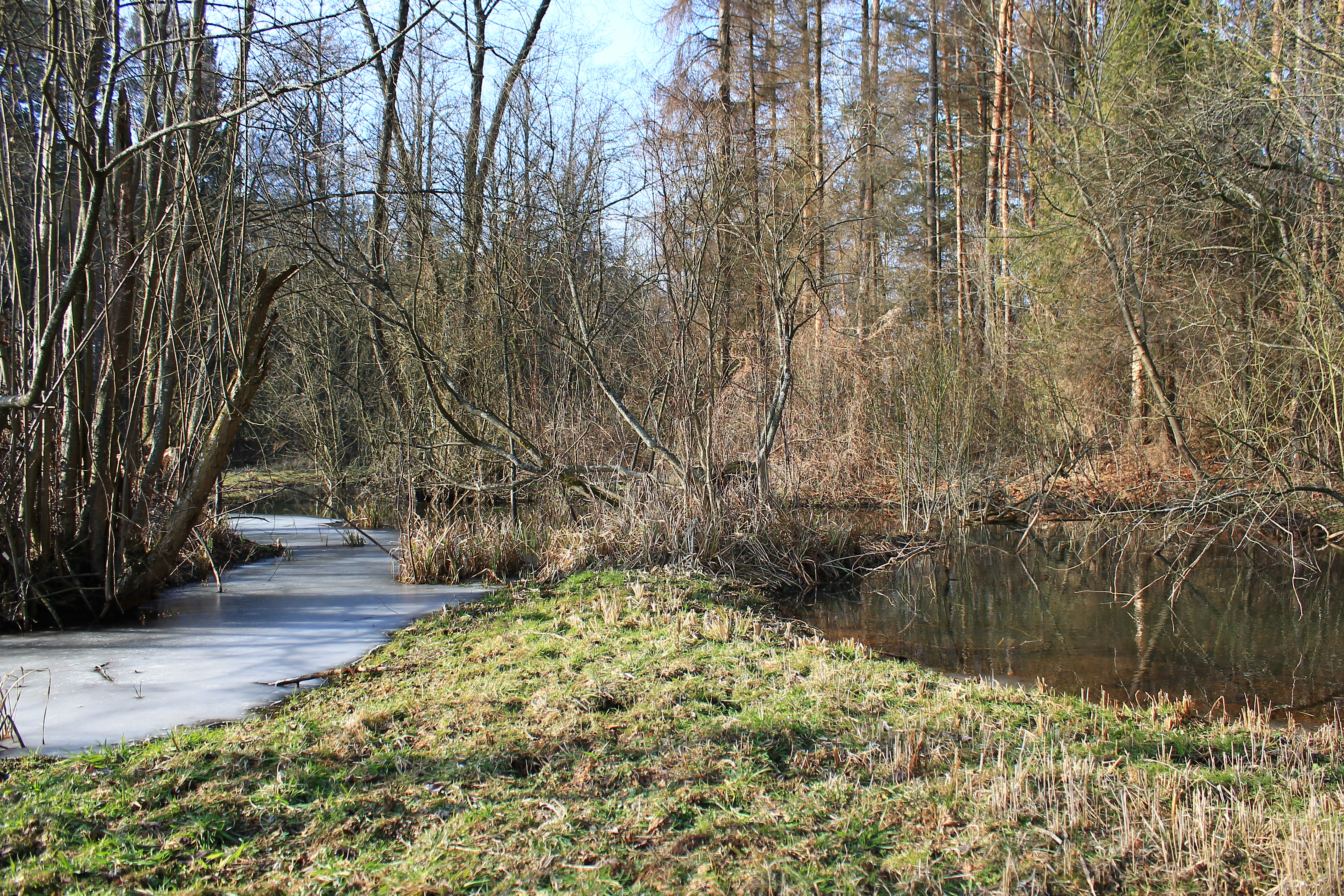
Весняний пейзаж
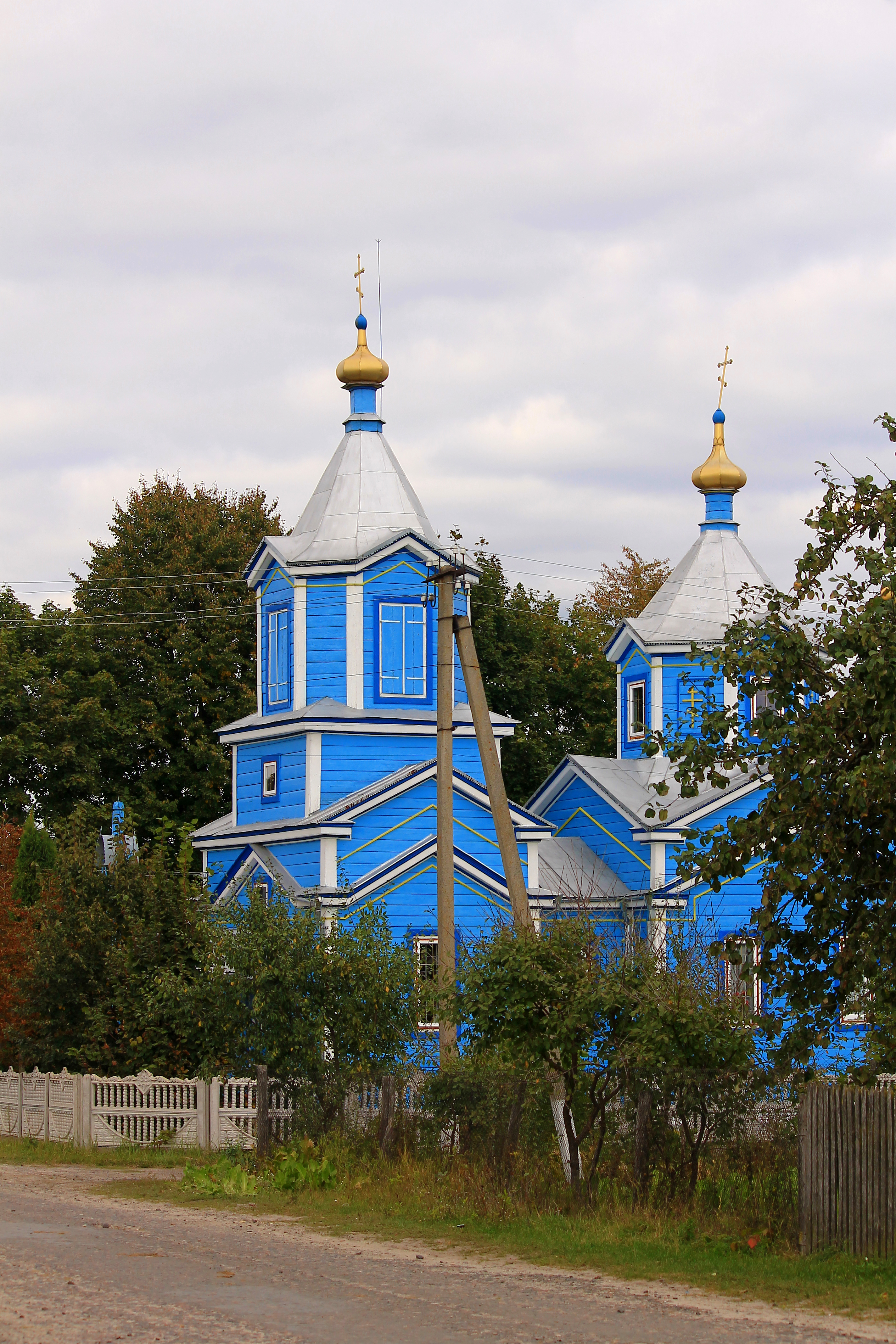
Церква с. Буща